# Le Sanctuaire
Pour les articles homonymes, voir Sanctuaire (homonymie).
Pour plus de détails, voir Fiche technique et Distribution.
Le Sanctuaire (The Hallow) est un film d'horreur britannico-irlandais coécrit et réalisé par Corin Hardy, sorti en 2015.
Ce premier long-métrage du réalisateur est sélectionné dans la catégorie « Park City at Midnight » en janvier 2015 et projeté en avant-première au Festival du film de Sundance.

## Synopsis
Envoyé en Irlande par son entreprise afin d'élaborer un nouveau projet de recherche, Adam Hitchens s’installe, avec sa femme Clare et leur bébé, en plein cœur d’une forêt mystérieusement épargnée par le déboisement industriel. Mis en garde par les habitants du village voisin contre une terrifiante menace qui pèse sur leur fils, le couple fait d’abord preuve de scepticisme, avant de réaliser qu’ils seront seuls à lutter contre les gardiens de ce « sanctuaire »…

## Fiche technique
- Titre original : The Hallow
- Titre français : Le Sanctuaire
- Réalisation : Corin Hardy
- Scénario : Corin Hardy et Felipe Marino
- Direction artistique : Alex Cameron et Mags Linnane
- Décors : David Ahern et Noel Aherne
- Costumes : Lara Campbell
- Photographie : Martijn Van Broekhuizen
- Montage : Nick Emerson
- Musique : James Gosling
- Production : Joe Neurauter et Felipe Marino
- Sociétés de production : Fantastic Films et Occupant Entertainment ; Altitude Film Entertainment et Hallow Films (coproductions)
- Sociétés de distribution : Entertainment One (Royaume-Uni), Océan Films (France)
- Pays d'origine :  Irlande /  Royaume-Uni
- Langue originale : anglais
- Format : couleur
- Genre : Horreur
- Durée : 97 minutes
- Dates de sortie :
  - États-Unis : 25 janvier 2015 (Festival du film de Sundance)
  - Royaume-Uni : 20 juin 2015 (Festival international du film d'Édimbourg) ; 13 novembre 2015 (nationale)
  - Irlande : 13 novembre 2015
  - France : 30 mars 2016
- Classification :
  - France : Interdit aux moins de 12 ans avec avertissement lors de sa sortie en salles et aux moins de 16 ans à la télévision

## Distribution
- Joseph Mawle (VF : François Delaive) : Adam Hitchens
- Bojana Novakovic (VF : Sabrina Horvais Amengual) : Claire Hitchens
- Michael McElhatton (VF : Éric Lichou) : Colm Donnelly
- Michael Smiley (VF : Ludovic Plestan) : Garda Davey
- Alan Archbold (VF : Germain Nayl) : reporter

Version française
- Studio de doublage : AGM Factory
- Direction artistique : Yann Legay
- Adaptation : Catherine Bialais

## Accueil

### Sorties internationales
Sélectionné dans la catégorie « Park City at Midnight » et projeté en avant-première le 25 janvier 2015 au Festival du film de Sundance, le film est également présenté et projeté le 20 juin 2015 au Festival international du film d'Édimbourg au Royaume-Uni avant sa sortie nationale à partir du 13 novembre 2015. Quant à l'Irlande, il sort le 13 novembre 2015.

## Distinctions et sélections

### Récompenses
- Screamfest 2015 :
  - Meilleure réalisation
  - Meilleure direction de la photographie pour Martijn van Broekhuizen
  - Meilleure musique pour James Gosling
  - Meilleurs effets visuels
  - Meilleur maquillage
- Festival européen du film fantastique de Strasbourg 2015 : sélection « Compétition » - Méliès d'argent du meilleur film fantastique européen
- Toronto After Dark Film Festival 2015 :
  - Meilleur film d'horreur
  - Meilleur film le plus anggoissant (choix des fans)
  - Meilleure affiche du film
- Empire Awards 2016 : Meilleur film d'horreur

### Nominations
- Festival du film de Sundance 2015 : sélection « Park City at Midnight »[1]
- British Independent Film Awards 2015 : Prix de Douglas Hickox
- Rondo Hatton Classic Horror Awards 2015 : Meilleur film indépendant
- Fangoria Chainsaw Awards 2016 : Meilleur maquillage pour John Nolan